# Clémence Latimier
Clémence Latimier, né le 24 août 2003 à Saint-Martin-d'Hères, est une coureuse cycliste française, membre de l'équipe ProTour Arkéa-B&B Hotels.

## Biographie
Clémence Latimier découvre le cyclisme « par hasard » et fait ses débuts à l’UC Voironnaise. 

### Carrière
En 2023, elle est sélectionnée avec l’équipe d’Auvergne-Rhône-Alpes pour participer au Tour de l'Avenir Femmes. Elle termine la course avec une encourageante 35e place au classement général. Elle rejoint ensuite le Team féminin Chambéry.
En 2024, l'équipe Arkéa B&B Hotels lui propose un contrat de stagiaire mais ne la signe pas en tant que professionnelle. Durant cette année, elle remporte le Loire Ladies Tour ainsi que la classique du Point du Raz,. L'année suivante, la formation bretonne lui propose un nouveau contrat de stagiaire. Elle est alors suivie par un entraîneur spécialisé, Yann Le Normand, pour lui permettre de progresser davantage. Elle rejoint finalement l'effectif en tant que professionnelle dès le mois de mai 2025,.
En juillet 2025 pour son premier Tour de France Femmes, elle prend l’échappée de la 3e étape et est désignée combative du jour.

### Style
Clémence Latimier apprécie les terrains vallonnés ainsi que les classiques nécessitant endurance et gestion sur des secteurs pavés. En septembre 2024, elle dit que ce type de course « peut lui convenir ».

## Palmarès sur route

### Par année
- 2024
  - Loire Ladies Tour
  - Point du Raz Classic féminine
  - 2e du championnat de France sur route espoirs
  - 2e du championnat de France sur route amateurs

### Résultats sur les grands tours

#### Tour de France
1 participation
- 2025 : 61e

### Classements mondiaux
| Année                                 | 2024 |
| ------------------------------------- | ---- |
| Classement UCI                        | 728e |
|                                       |      |
| Légende : nc = non classéSource : UCI |      |